# Baronia de Monte Palacio
La Baronia de Monte Palacio és un títol nobiliari espanyol creat el 26 de novembre de 1906 pel rei Alfons XIII a favor de Francisco Ruiz Martínez y Domínguez, Senador del Regne, Diputat a Corts, Comissari Regi d'Agricultura.

## Barons de Monte Palacio
|     | Titular                               | Període             |
| --- | ------------------------------------- | ------------------- |
| I   | Francisco Ruiz Martínez y Domínguez   | 1906-1916           |
| II  | Rafael Ruiz-Martínez y Ruiz           | 1916-1940           |
| III | María del Carmen Ruiz-Martínez y Ruiz | 1940- ?             |
| IV  | Antonio del Río y Ruiz-Martínez       | ? -2003             |
| V   | Fernando del Río y Medina             | 2004-actual titular |

## Història dels Barons de Monte Palacio
- Francisco Ruiz Martínez y Domínguez (1841-1916), I baró de Monte Palacio.[2]

1. Casat amb María Dolores Sánchez de la Madrid y Gutiérrez. El succeí, en 1917, del seu fill Buenaventura Ruiz-Martínez y Sánchez de la Madrid, que s'havia casat amb María Ruiz y García-Muñoz, el fill d'ambdós, per tant el seu net:

- Rafael Ruiz-Martínez y Ruiz (.-1940), II baró de Monte Palacio.

1. Casat amb Josefa Marín y Cano. Sense descendents. El succeí la seva germana:

- María del Carmen Ruiz-Martínez y Ruiz, III baronessa de Monte Palacio.

1. Casat amb Antonio del Río-Rey y Díez de Bulnes. El succeí el seu fill:

- Antonio del Río y Ruiz-Martínez, IV baró de Monte Palacio, VII marquès de Monte Olivar.

1. Casat amb Ana María Medina y Atienza. El succeí en 2004, per distribució, el seu fill:

- Fernando del Río y Medina, V baró de Monte Palacio.